# Улица Максима Горького (Самара)
У́лица Макси́ма Го́рького проходит по Самарскому и Ленинскому районам. Бывшая Набережная реки Волги 4 декабря 1928 года получила имя писателя Максима Горького, который жил в Самаре несколько лет в конце XIX века. Эта улица является частью самарской набережной (первая и третья очереди).

## Здания и сооружения
- № 82 — речной вокзал
- № 65/67 — Поволжская государственная социально-гуманитарная академия, административный корпус. Исторически здание мельницы Стройкова и Якимова, сегодня является памятником архитектуры регионального значения.
- Гостиница «Россия»
- Здание Страхового общества «Россия»
- Рестораны «Жемчужина», «Паровоз», «Хадсон»
- № 105 — Управление речного пароходства «Волготанкер» (годы постройки 1935—1937 гг., арх. А. И. Ушаков)[2]
- 115—119 — «Дома грузчиков» (дата постройки: 1934—1937 годы, архитектор: Леонид Волков) — ансамбль ведомственной застройки Средневолжского речного пароходства[3].
- Детский сад № 144
- Ряд банков («Русский стандарт», Балтийский банк, «Зенит», «Сосьете Женераль Восток», «Солидарность», ГазБанк, Сбербанк).
- бизнес-центр «Волга-Плаза»
- бизнес-центр «Индэст-Development»
- Струковский сад
- Аллея соловецких юнг.
- Фонтан «Парус» (реконструирован в 2012 году)

## Транспорт
- Маршрутные такси: 88, 261, 397;
- Автобус: 11;
- Троллейбус № 16 (ост. «6-й причал», конечная).

## Почтовый индекс
- 443099